# Négus
Pour la confiserie, voir Négus de Nevers ; pour l'homme politique anglais, voir Francis Negus.

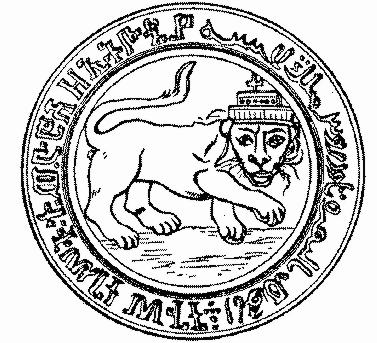
Sceau royal de l'empereur d'Ethiopie.

Le titre de négus (ge'ez et amharique : ንጉሥ, negus ; tigrinya : ነጋሽ, negāš), parfois retranscrit negus, est un titre de noblesse éthiopien, équivalent de roi. Il apparaît pour la première fois sous l'ancien royaume d'Aksoum. Le titre de négus est par la suite porté simultanément par certains souverains locaux de l'empire d'Éthiopie, composé de différents royaumes : Choa, Godjam, Tigré notamment. 
Ce titre ne doit pas être confondu avec celui de Negusse Negest, porté par le « roi des rois », équivalent d'empereur. Cette confusion remonte au couronnement de Haïlé Selassié Ier en 1930 ; celui-ci, déjà négus depuis 1928, accède au titre suprême de Negusse Negest. Les médias ont alors présenté Haile Selassie sous le titre de négus qu'ils ont employé jusqu'à la fin du règne.